# Хультен, Эрик
Оскар Эрик Гуннар Хультен (также Хюльтен, швед. Oskar Eric Gunnar Hultén; 1894—1981) — шведский ботаник и исследователь Арктики.

## Биография
Эрик Хультен родился 18 марта 1894 года в приходе Халла на территории провинции Сёдерманланд в семье священника Аугуста Хультена. С 1913 года учился в Стокгольмском университете, где в 1931 году получил степень лиценциата философии. С 1920 года Хультен принимал участие в шведских научных экспедициях по Арктике, Сибири и Камчатке. В 1927—1930 годах вышла книга Хультена, посвящённая флоре Камчатке и близлежащих островов, совпавшая по времени с, однако, существенно отличающейся монографией В. Л. Комарова.
С 1931 года Хультен работал куратором в Лундском университете. В 1932 году Эрик прибыл на Аляску и стал изучать местную флору. По результатам своих исследований он в 1937 году издал монографию флоры Алеутских островов, существенно расширенную и переизданную в 1960 году.
В 1945 году Эрик Хультен был назначен профессором и директором департамента ботаники Стокгольмского королевского музея. В 1950—1951 он был директором всего Музея. В 1960-х годах он по приглашению Арктического института США вновь путешествовал по Аляске, в 1968 году издав монографию флоры этого региона.
В 1973 году Эрик издал автобиографию на шведском языке с воспоминаниями о юности, о путешествиях по Камчатке.
В 1975 году Хультен был избран почётным членом Ботанического конгресса в Ленинграде.
Эрик Хультен скончался 1 февраля 1981 года. Его сын Понтус Хультен — известный куратор и коллекционер искусства.

## Некоторые научные публикации
- Hultén, E. (1927—1930). Flora of Kamchatka and the adjacent islands. 4 vols.
- Hultén, E. (1937). Flora of the Aleutian islands. 397 p., 16 pl., 477 maps
- Hultén, E. (1941—1950). Flora of Alaska and Yukon. 10 parts
- Hultén, E. (1968). Flora of Alaska and neighboring territories. 1008 p., 960 fig.

## Некоторые виды, названные в честь Э. Хультена
- ×Agroelymus hultenii Melderis, 1968
- Artemisia hulteniana Vorosch., 1984, nom. nov.
- Carex hultenii Aspl., 1954
- Erigeron hultenii Spongberg, 1973
- Leucanthemum hultenii Á.Löve & D.Löve, 1961
- Ligusticum hultenii Fernald, 1930
- Polemonium hultenii H.Hara, 1948
- Rumex hultenii Tzvelev, 1987
- Saussurea hultenii Lipsch., 1972
- Sedum hultenii Fröd., 1936